# Antennapedia

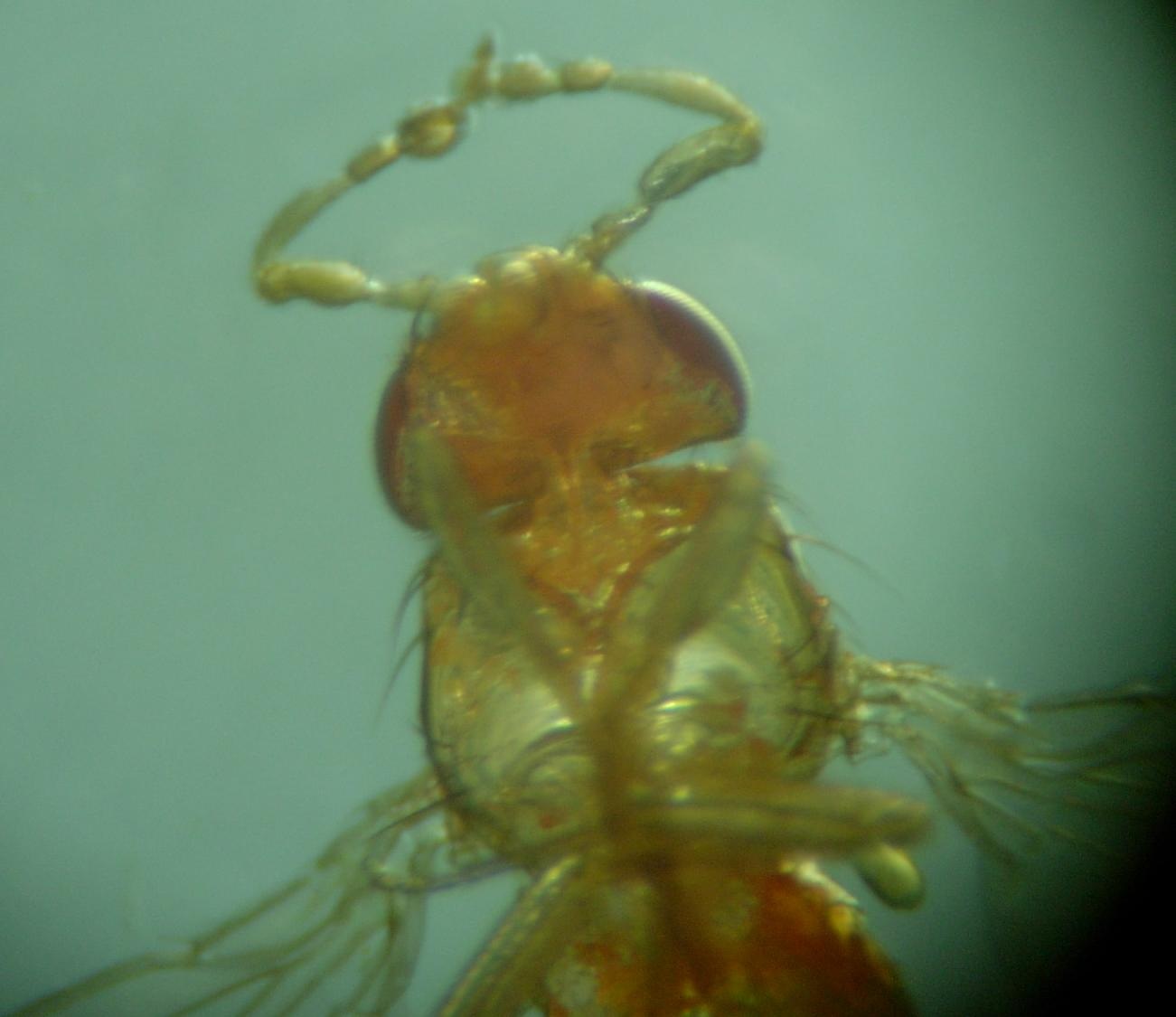
Esempio di mutazione del gene Antennapedia: un paio di zampe al posto delle antenne

Antennapedia è un gene Hox (o homeobox) in Drosophila melanogaster che controlla la formazione delle zampe durante lo sviluppo dell'insetto. Nella specie di Drosophila, il gene Hox viene detto "gene omeotico", mentre la terminologia "gene Hox" si addice al genere umano. 
Nella Drosophila le antenne e le zampe sono strutture omologhe che durante la formazione dell'insetto differiscono solo nell'espressione di pochi geni. Il gene antennapedia promuove la formazione di zampe mediante l'inibizione di altri geni deputati alla formazione delle antenne. Per questi motivi l'iperespressione o le mutazioni dominanti di questo gene causano lo sviluppo di un insetto che ha un paio di zampe  ectopiche al posto delle antenne, come nel celebre mutante omonimo in cui la mutazione della regione regolativa del gene ne permette l'espressione sul primo segmento.
L'Antennapedia fu il primo gene hox scoperto e si chiama in questo modo proprio per via della particolare mutazione che comporta.